# Ľuboš Tomko
Ľuboš Tomko (* 12. října 1964) je bývalý slovenský fotbalista, obránce.

## Fotbalová kariéra
V československé lize hrál za FK Inter Bratislava. Nastoupil v 58 ligových utkáních a dal 2 góly. Ve druhé nejvyšší soutěži hrál i za Jednotu ZŤS Košice. V Poháru vítězů pohárů nastoupil ve 2 utkáních.

## Ligová bilance
| Ročník                                      | Zápasy | Góly | Klub                |
| ------------------------------------------- | ------ | ---- | ------------------- |
| 1. slovenská národní fotbalová liga 1988/89 | 17     | 4    | Jednota ZŤS Košice  |
| 1. československá fotbalová liga 1991/92    | 30     | 0    | FK Inter Bratislava |
| 1. československá fotbalová liga 1992/93    | 28     | 2    | FK Inter Bratislava |
| CELKEM 1. liga                              | 58     | 2    |                     |